# 尚波 (伯尔尼州)
尚波（法語：Champoz，法語發音：[ʃɑ̃po]）是瑞士联邦伯尔尼州伯尔尼汝拉区的市镇。该市镇面积为7.11平方千米，海拔高度849米，2018年12月31日人口数为169。